# (4579) Puccini
(4579) Puccini ist ein Asteroid des Hauptgürtels, der am 11. Januar 1989 vom deutschen Astronomen Freimut Börngen an der Thüringer Landessternwarte Tautenburg (IAU-Code 033) in Thüringen entdeckt wurde.
Die zeitlosen (nichtoskulierenden) Bahnelemente von (4579) Puccini sind fast identisch mit denjenigen des kleineren, wenn man von der Absoluten Helligkeit von 15,3 gegenüber 14,3 ausgeht, Asteroiden (11000) 1978 VE6.
(4579) Puccini wurde nach Giacomo Puccini (1858–1924), einem italienischen Komponisten des Fin de siècle, benannt.